# Bodzęta
Bodzęta, Bodzanta – staropolskie imię męskie. Aleksandra Cieślikowa łączy je z występującym w staropolskich imionach dwuczłonowym elementem -bod, zob. Ostrobod. 
Znane osoby noszące to imię:
- Bodzęta – około 1290–1366, biskup krakowski
- Bodzęta – około 1320–1388, arcybiskup gnieźnieński.

Od imienia Bodzęta wzięło swą nazwę polskie miasto Bodzentyn.